# Creu de la Collada
La Creu de la Collada és una obra de Vilanova i la Geltrú (Garraf) protegida com a Bé Cultural d'Interès Local.

## Descripció
Creu de camí composta per una base de dos graons de secció circular, pedestal motllurat de secció quadrada, fust llis octogonal i creu de coronament amb orla. La creu té a una banda un bàcul i a l'altra la mitra.
La base i el pedestal són de pedra calcària. El fust i la creu són de pedra sorrenca.

## Història
L'any 1889 es beneeix la nova creu, tallada per Fèlix Ballester i Noia (anomenat en Muxart), que substituïa a una altra més antiga. L'any 1944 es restableix en el seu lloc habitual, sota la direcció del Centre d'Estudis de la Biblioteca-Museu Víctor Balaguer, per acord de l'Ajuntament, després que el 1934 foren recollides i emmagatzemades.